# Gåstjärnen (Sunne socken, Värmland)
Gåstjärnen är en sjö i Sunne kommun i Värmland och ingår i Göta älvs huvudavrinningsområde. Sjön har en area på 0,11 kvadratkilometer och ligger 191,4 meter över havet. Sjön avvattnas av vattendraget Stöpälven.

## Delavrinningsområde
Gåstjärnen ingår i det delavrinningsområde (665575-134287) som SMHI kallar för Ovan Sundtjärnsbäcken. Medelhöjden är 257 meter över havet och ytan är 8,55 kvadratkilometer. Räknas de 2 avrinningsområdena uppströms in blir den ackumulerade arean 29,21 kvadratkilometer. Stöpälven som avvattnar avrinningsområdet har biflödesordning 3, vilket innebär att vattnet flödar genom totalt 3 vattendrag innan det når havet efter 342 kilometer. Avrinningsområdet består mestadels av skog (85 procent). Avrinningsområdet har 0,11 kvadratkilometer vattenytor vilket ger det en sjöprocent på 1,3 procent.